# Gerwin van der Plaats
Geerhard Andreas (Gerwin) van der Plaats (Utrecht, 20 mei 1977) is een Nederlands organist, pianist en dirigent.

## Biografie

### Jeugd en opleiding
Van der Plaats werd geboren in Utrecht en groeide op in een gereformeerd gezin. Al op zeer jonge leeftijd leerde hij van zijn vader het notenschrift lezen. Hij doorliep de middelbare school op de GSG Guido de Brès in Amersfoort. Hierna bezocht hij het Fontys  Conservatorium in Tilburg waar hij les kreeg van Geert Bierling en volgde een muziektheorieopleiding, koordirectielessen en pianolessen bij Harry Hamer, Loes Egberts en Herman Riphagen.

### Loopbaan
Van der Plaats werd in 1986 op negenjarige leeftijd benoemd tot organist van de gereformeerde kerk in Nieuwegein en de Dorpskerk in Jutphaas. Hij werd in 1998 benoemd tot organist van Driestwegkerk in Nunspeet en in 2013 van De Hoeksteen in IJsselmuiden en sinds 2020 aan de Zuiderkerk in Zwolle. Hij bespeelt daarnaast ook theaterorgels en maakt concertreizen naar België, Duitsland, Groot-Brittannië, Frankrijk, Hongarije, Oostenrijk, Roemenië en  Polen. Ook bracht hij vele cd's uit met daarop orgelmuziek van diverse kerkorgels in Nederland. In 2013 bracht hij ter ere van de troonwisseling zijn album Ik hou van Holland uit. Ook zijn van hem psalmbewerkingen opgenomen in de koraalbundel Heft de lofzang aan uit 2020. Als koordirigent is hij verbonden aan "Immanuël" in Harskamp, het "Urker Mannenkwartet" en de kerkkoren "Zingend Getuigen" en "Musica Religiosa" in Kampen. In 2009 werd hij benoemd tot dirigent van het christelijk Kamper mannenkoor "Door Eendracht Verbonden" als opvolger van Klaas Jan Mulder, die in het jaar daarvoor overleed. Naast zijn werkzaamheden als musicus is hij tevens ook actief als editor bij de christelijke platenlabel "STH Records" in Barendrecht.
Sinds augustus 2023 is Van der Plaats, samen met collega Marco den Toom aangesteld als titulair organist van de Stichting Bovenkerk Kampen welke zich inzet voor de instandhouding van de Bovenkerk en haar beroemde orgels.
In 2025 viert Van der Plaats zijn 25-jarig jubileum als beroepsmusicus met concerten met zijn koren o.a. in de Bovenkerk van Kampen

## Discografie
- Gerwin van der Plaats bespeelt het orgel van de Martinikerk in Bolsward
- Gerwin van der Plaats bespeelt het hoofd- en koororgel van de Bovenkerk in Kampen
- Gerwin van der Plaats, 12½ jaar kerkorganist
- Zang- en orgelklanken vanuit de Geref. kerk te Appingedam
- Hoe groot zijt Gij
- Van U wil ik zingen
- Nooit Alleen
- In Gods hand
- Abide with me
- Eén is er...
- Ik hou van Holland
- Kampen helpt Haïti
- Musical Moment
- Sound of Israel
- Uit het hart
- Classic
- Wij danken U
- Wees eeuwig ons tehuis
- Tel uw zegeningen
- Jesus, remember me
- Hoe groot zijt Gij
- 40 jaar kerkmuziek in Dronten
- Kerst met het........
- Elk uur, elk ogenblik
- Het levensschip
- Een lied voor mijn Schepper
- Er is een God die hoort
- Samen (met Jan Loosman als tenor)